# Auxilium Pallacanestro Torino 2017-2018
Questa voce raccoglie le informazioni riguardanti la Auxilium Pallacanestro Torino nelle competizioni ufficiali della stagione 2017-2018.

## Stagione
La stagione 2017-2018 dell'Auxilium Pallacanestro Torino, con il title sponsor FIAT, gioca per la 18ª volta nella massima categoria del basket italiano.
Per la composizione del roster si decise di cambiare la scelta della formula, passando a quella con 7 giocatori stranieri di cui massimo 3 non appartenenti a Paesi appartenenti alla FIBA Europe o alla convenzione di Cotonou.

## Sponsor
Title sponsor: FIAT
Main sponsor: Denso, Banca Alpi Marittime, Dith, Brose, De Vizia
Sponsor tecnico: Spalding

## Organigramma societario
Area dirigenziale
- Presidente: Antonio Forni
- Vice Presidente Esecutivo: Francesco Forni
- Amministratore delegato: Massimo Feira
- Amministratore delegato: Maurizio Actis
- Consigliere: Marino Ponzetto

Area Organizzativa
- Direttore Generale: Renato Nicolai
- Responsabile prima squadra e global scouting: Marco De Benedetto
- Area commerciale: Claudio Ricci, Giuseppe Cortese
- Area marketing e comunicazione: Marco Portinaro, Milo Cuniberto
- Area ufficio stampa: Roberto Bertellino, Benedetta Abbruzzese
- Art director: Andrea Tenna
- Account manager: Tatiana Zarik
- Area segreteria e ticketing: Jacopo Baruffato, Paride Novelli
- Area amministrazione: Katia Lo Bello
- Area logistica: Claudio Morone

Area Tecnica
- Allenatore: Luca Banchi, poi Carlo Recalcati, poi Paolo Galbiati
- Vice Allenatore: Stefano Comazzi
- Aiuto Allenatore: Michele Siragusa
- Preparatore Atletico: Andrea Baldi
- Aiuto Preparatore Fisico: Simone Delli Guanti
- Team Manager: Damiano Olla
- Responsabile tecnico del settore giovanile: Francesco Raho

Area Sanitaria
- Responsabile staff medico: Marco Cravero
- Medico sociale: Roberto Carlin
- Osteopata: Christian Calzolari
- Massofisioterapista: Valerio Frolla, Davide Caraffini
- Sport dietitian: Giacomo Astrua

## Roster
Aggiornato al 24 gennaio 2018
| Fiat Torino 2017-18 | Fiat Torino 2017-18 |
| Giocatori           | Staff tecnico       |
| ------------------- | ------------------- |

| N. | Naz.                                             | Ruolo | Nome               | Anno | Alt.   | Peso   |  |
| -- | ------------------------------------------------ | ----- | ------------------ | ---- | ------ | ------ |  |
| 1  | Stati Uniti (bandiera)                           | G     | Vander Blue        | 1992 | 196 cm | 91 kg  |  |
| 2  | Stati Uniti (bandiera)                           | P     | Diante Garrett     | 1988 | 193 cm | 86 kg  |  |
| 4  | Italia (bandiera)                                | P     | Davide Parente     | 1983 | 188 cm | 85 kg  |  |
| 5  | Antigua e Barbuda (bandiera) · Libano (bandiera) | C     | Norvel Pelle       | 1993 | 211 cm | 98 kg  |  |
| 6  | Slovenia (bandiera)                              | G     | Saša Vujačić       | 1984 | 201 cm | 93 kg  |  |
| 8  | Italia (bandiera)                                | P     | Giuseppe Poeta (C) | 1985 | 191 cm | 78 kg  |  |
| 12 | Stati Uniti (bandiera) · Regno Unito (bandiera)  | AG    | Quinton Stephens   | 1995 | 206 cm | 90 kg  |  |
| 13 | Stati Uniti (bandiera)                           | GA    | Lamar Patterson    | 1991 | 196 cm | 102 kg |  |
| 16 | Rep. del Congo (bandiera) · Francia (bandiera)   | AP    | Nobel Boungou Colo | 1988 | 202 cm | 90 kg  |  |
| 17 | Stati Uniti (bandiera)                           | A     | Deron Washington   | 1985 | 203 cm | 95 kg  |  |
| 18 | Italia (bandiera)                                | A     | David Okeke        | 1998 | 202 cm | 90 kg  |  |
| 21 | Stati Uniti (bandiera) · Slovacchia (bandiera)   | G     | Andre Jones        | 1990 | 191 cm | 88 kg  |  |
| 22 | Italia (bandiera)                                | AC    | Valerio Mazzola    | 1988 | 205 cm | 96 kg  |  |
| 23 | Italia (bandiera)                                | P     | Mohamed Touré      | 1992 | 188 cm | 90 kg  |  |
| 32 | Stati Uniti (bandiera) · Nigeria (bandiera)      | C     | Trevor Mbakwe      | 1989 | 207 cm | 111 kg |  |
| 77 | Italia (bandiera)                                | C     | Antonio Iannuzzi   | 1991 | 208 cm | 103 kg |  |
| -  | Italia (bandiera)                                |       | Guy Akoua          | 2001 |        |        |  |
| -  | Italia (bandiera)                                |       | Lorenzo Mittica    |      |        |        |  |
| -  | Italia (bandiera)                                | A     | Mattia Stodo       | 2000 |        |        |  |

| Allenatore |
| - Luca Banchi (fino al 15 gennaio) - Carlo Recalcati (dal 16 gennaio e fino al 5 febbraio) - Paolo Galbiati (dal 5 febbraio)           |
| Assistente/i |
| - Stefano Comazzi - Paolo Galbiati (fino al 5 febbraio) - Michele Siragusa Legenda - (C) Capitano - (IN) Inattivo - Infortunato Roster |

## Mercato

### Sessione estiva
| Acquisti | Acquisti         | Acquisti              | Acquisti      |
| R.       | Nome             | da                    | Modalità      |
| -------- | ---------------- | --------------------- | ------------- |
| ALL      | Luca Banchi      | Free agent            | definitivo    |
| ALL      | Paolo Galbiati   | Olimpia Milano        | definitivo    |
| P        | Bruno Mascolo    | Mens Sana Siena       | fine prestito |
| AC       | Antonio Iannuzzi | Orlandina             | definitivo    |
| PG       | Diante Garrett   | Toyota Alvark         | definitivo    |
| G        | Durand Scott     | N.B. Brindisi         | definitivo    |
| C        | Trevor Mbakwe    | Zenit S. Pietroburgo  | definitivo    |
| G        | Andre Jones      | Prievidza             | definitivo    |
| G        | Lamar Patterson  | Santeros de Aguada    | definitivo    |
| AG       | Quinton Stephens | Georgia T. Yel. Jack. | definitivo    |
| G        | Saša Vujačić     | N.Y. Knicks           | definitivo    |

| Cessioni | Cessioni          | Cessioni              | Cessioni                |
| R.       | Nome              | a                     | Modalità                |
| -------- | ----------------- | --------------------- | ----------------------- |
| ALL      | Francesco Vitucci | Free agent            | fine contratto          |
| AC       | D.J. White        | Gaziantep BŞB         | fine contratto          |
| P        | Donato Vitale     | Basket Ravenna        | fine prestito           |
| P        | Bruno Mascolo     | Cuore Napoli          | fine contratto          |
| AG       | Jamil Wilson      | L.A. Clippers         | fine contratto          |
| C        | Riccardo Crespi   | Basket Golfo Piombino | fine contratto          |
| GA       | Mirza Alibegović  | Orlandina             | fine contratto          |
| G        | Tyler Harvey      | Sharks Antibes        | fine contratto          |
| G        | Durand Scott      | Memphis Grizzlies     | risoluzione consensuale |
| P        | Chris Wright      | Free agent            | fine contratto          |
| C        | Ryan Hollins      | Free agent            | fine contratto          |
| C        | Gino Cuccarolo    | Free agent            | fine contratto          |

### Dopo l'inizio della stagione
| Acquisti | Acquisti           | Acquisti        | Acquisti         | Acquisti   |
| R.       | Nome               | da              | data             | Modalità   |
| -------- | ------------------ | --------------- | ---------------- | ---------- |
| ALL      | Carlo Recalcati    | Free agent      | 16 gennaio 2018  | definitivo |
| P        | Mohamed Touré      | G.M. OrziBasket | 24 gennaio 2018  | definitivo |
| G        | Vander Blue        | L.A. Lakers     | 2 febbraio 2018  | definitivo |
| AP       | Nobel Boungou Colo | Free agent      | 8 febbraio 2018  | definitivo |
| C        | Norvel Pelle       | Pall. Varese    | 12 febbraio 2018 | definitivo |

| Cessioni | Cessioni         | Cessioni       | Cessioni         | Cessioni    |
| R.       | Nome             | a              | data             | Modalità    |
| -------- | ---------------- | -------------- | ---------------- | ----------- |
| ALL      | Luca Banchi      | Free agent     | 15 gennaio 2018  | rescissione |
| P        | Davide Parente   | Virtus Roma    | 24 gennaio 2018  | rescissione |
| ALL      | Carlo Recalcati  | Free agent     | 5 febbraio 2018  | dimissioni  |
| C        | Antonio Iannuzzi | N.B. Brindisi  | 23 febbraio 2018 | prestito    |
| AG       | Quinton Stephens | Scafati Basket | 28 febbraio 2018 | rescissione |
| G        | Lamar Patterson  | Free agent     | 14 marzo 2018    | rescissione |
| G        | Vander Blue      | Free agent     | 22 aprile 2018   | rescissione |

## Risultati

### Serie A

#### Regular season

##### Girone di andata
| Arbitri: | Seghetti (Livorno) Di Francesco (Teramo) Nicolini (Palermo) |

|                     |            |              |
| Barber 19           | Punti      | 14 Mbakwe    |
| Giuri 7             | Assist     | 12 Garrett   |
| Lalanne 12          | Rimbalzi   | 9 Washington |
| Sandro Dell'Agnello | Allenatori | Luca Banchi  |

| Torino 8 ottobre 2017, ore 20:45 2ª giornata | Auxilium Torino | 97 – 82 (25-19; 41-43; 70-66) referto | Dinamo Sassari | PalaRuffini |
| \| \| \| \| \| Vujačić 21 \| Punti \| 23 Polonara \| \| Garrett 11 \| Assist \| 5 Stipčević, Bamforth \| \| Mbakwe 8 \| Rimbalzi \| 13 Jones \| \| Luca Banchi \| Allenatori \| Federico Pasquini \| |                 |                                       |                |             |
| |                 |                                       |                |             |
| Vujačić 21 | Punti           | 23 Polonara                           |                |             |
| Garrett 11 | Assist          | 5 Stipčević, Bamforth                 |                |             |
| Mbakwe 8 | Rimbalzi        | 13 Jones                              |                |             |
| Luca Banchi | Allenatori      | Federico Pasquini                     |                |             |

| Avellino 15 ottobre 2017, ore 20:30 3ª giornata | Scandone Avellino | 72 – 63 (23-18; 38-37; 55-51) referto | Auxilium Torino | PalaDelMauro |
| \| \| \| \| \| Fitipaldo 18 \| Punti \| 15 Patterson \| \| Fitipaldo 4 \| Assist \| 3 Garrett, Vujačić \| \| Wells 9 \| Rimbalzi \| 10 Washington \| \| Stefano Sacripanti \| Allenatori \| Luca Banchi \| |                   |                                       |                 |              |
| |                   |                                       |                 |              |
| Fitipaldo 18 | Punti             | 15 Patterson                          |                 |              |
| Fitipaldo 4 | Assist            | 3 Garrett, Vujačić                    |                 |              |
| Wells 9 | Rimbalzi          | 10 Washington                         |                 |              |
| Stefano Sacripanti | Allenatori        | Luca Banchi                           |                 |              |

| Torino 22 ottobre 2017, ore 17:00 4ª giornata | Auxilium Torino | 88 – 79 (17-30; 41-46; 67-62) referto | V.L. Pesaro | PalaRuffini |
| \| \| \| \| \| Vujačić 23 \| Punti \| 21 Moore \| \| Garrett, Patterson 6 \| Assist \| 5 Little \| \| Washington, Mbakwe 7 \| Rimbalzi \| 9 Mika \| \| Luca Banchi \| Allenatori \| Spiro Leka \| |                 |                                       |             |             |
| |                 |                                       |             |             |
| Vujačić 23 | Punti           | 21 Moore                              |             |             |
| Garrett, Patterson 6 | Assist          | 5 Little                              |             |             |
| Washington, Mbakwe 7 | Rimbalzi        | 9 Mika                                |             |             |
| Luca Banchi | Allenatori      | Spiro Leka                            |             |             |

| Capo d'Orlando 29 ottobre 2017, ore 12:00 5ª giornata | Orlandina  | 70 – 73 (28-22; 44-32; 58-55) referto | Auxilium Torino | PalaFantozzi |
| \| \| \| \| \| Edwards 17 \| Punti \| 14 Mbakwe \| \| Atsür, Edwards 4 \| Assist \| 7 Garrett \| \| Wojciechowski 9 \| Rimbalzi \| 5 Mbakwe \| \| Gennaro Di Carlo \| Allenatori \| Luca Banchi \| |            |                                       |                 |              |
| |            |                                       |                 |              |
| Edwards 17 | Punti      | 14 Mbakwe                             |                 |              |
| Atsür, Edwards 4 | Assist     | 7 Garrett                             |                 |              |
| Wojciechowski 9 | Rimbalzi   | 5 Mbakwe                              |                 |              |
| Gennaro Di Carlo | Allenatori | Luca Banchi                           |                 |              |

| Venezia 5 novembre 2017, ore 19:00 6ª giornata | Reyer Venezia | 91 – 96 (25-23; 45-50; 65-74) referto | Auxilium Torino | Palasport "Giuseppe Taliercio" |
| \| \| \| \| \| Orelik 24 \| Punti \| 23 Patterson \| \| Johnson 7 \| Assist \| 3 Patterson, Garrett, Vujačić, Poeta \| \| Perić 6 \| Rimbalzi \| 8 Mbakwe \| \| Walter De Raffaele \| Allenatori \| Luca Banchi \| |               |                                       |                 |                                |
| |               |                                       |                 |                                |
| Orelik 24 | Punti         | 23 Patterson                          |                 |                                |
| Johnson 7 | Assist        | 3 Patterson, Garrett, Vujačić, Poeta  |                 |                                |
| Perić 6 | Rimbalzi      | 8 Mbakwe                              |                 |                                |
| Walter De Raffaele | Allenatori    | Luca Banchi                           |                 |                                |

| Torino 12 novembre 2017, ore 17:00 7ª giornata | Auxilium Torino | 88 – 80 (15-19; 34-39; 66-56) referto | Vanoli Cremona | PalaRuffini |
| \| \| \| \| \| Mbakwe 21 \| Punti \| 20 Martin \| \| Garrett 10 \| Assist \| 6 Diener \| \| Mbakwe 9 \| Rimbalzi \| 9 Martin \| \| Luca Banchi \| Allenatori \| Romeo Sacchetti \| |                 |                                       |                |             |
| |                 |                                       |                |             |
| Mbakwe 21 | Punti           | 20 Martin                             |                |             |
| Garrett 10 | Assist          | 6 Diener                              |                |             |
| Mbakwe 9 | Rimbalzi        | 9 Martin                              |                |             |
| Luca Banchi | Allenatori      | Romeo Sacchetti                       |                |             |

| Torino 19 novembre 2017, ore 20:45 8ª giornata | Auxilium Torino | 89 – 94 (23-21; 39-47; 56-77) referto | Pall. Cantù | PalaRuffini |
| \| \| \| \| \| Washington 29 \| Punti \| 25 Culpepper \| \| Garrett 6 \| Assist \| 6 Smith, Culpepper \| \| Washington 7 \| Rimbalzi \| 15 Burns \| \| Luca Banchi \| Allenatori \| Marco Sodini \| |                 |                                       |             |             |
| |                 |                                       |             |             |
| Washington 29 | Punti           | 25 Culpepper                          |             |             |
| Garrett 6 | Assist          | 6 Smith, Culpepper                    |             |             |
| Washington 7 | Rimbalzi        | 15 Burns                              |             |             |
| Luca Banchi | Allenatori      | Marco Sodini                          |             |             |

| Pistoia 3 dicembre 2017, ore 18:15 9ª giornata | Pistoia Basket | 80 – 65 (16-18, 36-34, 62-49) referto | Auxilium Torino | PalaCarrara |
| \| \| \| \| \| Ivanov, Moore 17 \| Punti \| 23 Garrett \| \| Moore 5 \| Assist \| 3 Garrett, Patterson, Washington \| \| Bond, Moore 7 \| Rimbalzi \| 8 Mbakwe \| \| Vincenzo Esposito \| Allenatori \| Luca Banchi \| |                |                                       |                 |             |
| |                |                                       |                 |             |
| Ivanov, Moore 17 | Punti          | 23 Garrett                            |                 |             |
| Moore 5 | Assist         | 3 Garrett, Patterson, Washington      |                 |             |
| Bond, Moore 7 | Rimbalzi       | 8 Mbakwe                              |                 |             |
| Vincenzo Esposito | Allenatori     | Luca Banchi                           |                 |             |

| Torino 10 dicembre 2017, ore 20:45 10ª giornata | Auxilium Torino | 71 – 59 (16-14; 32-27; 52-35) referto | Olimpia Milano | PalaRuffini |
| \| \| \| \| \| Patterson 16 \| Punti \| 10 Jerrells \| \| Garrett 5 \| Assist \| 4 Jerrells, Theodore \| \| Washington 13 \| Rimbalzi \| 12 Tarczewski \| \| Luca Banchi \| Allenatori \| Simone Pianigiani \| |                 |                                       |                |             |
| |                 |                                       |                |             |
| Patterson 16 | Punti           | 10 Jerrells                           |                |             |
| Garrett 5 | Assist          | 4 Jerrells, Theodore                  |                |             |
| Washington 13 | Rimbalzi        | 12 Tarczewski                         |                |             |
| Luca Banchi | Allenatori      | Simone Pianigiani                     |                |             |

| Bologna 17 dicembre 2017, ore 12:00 11ª giornata | Virtus Bologna | 84 – 76 (15-23; 38-45; 60-60) referto | Auxilium Torino | Paladozza |
| \| \| \| \| \| Aradori, Lawson 16 \| Punti \| 15 Garrett, Patterson \| \| Gentile 6 \| Assist \| 4 Washington \| \| Gentile 9 \| Rimbalzi \| 6 Okeke \| \| Alessandro Ramagli \| Allenatori \| Luca Banchi \| |                |                                       |                 |           |
| |                |                                       |                 |           |
| Aradori, Lawson 16 | Punti          | 15 Garrett, Patterson                 |                 |           |
| Gentile 6 | Assist         | 4 Washington                          |                 |           |
| Gentile 9 | Rimbalzi       | 6 Okeke                               |                 |           |
| Alessandro Ramagli | Allenatori     | Luca Banchi                           |                 |           |

| Torino 23 dicembre 2017, ore 20:30 12ª giornata | Auxilium Torino | 87 – 64 (25-19, 46-28, 73-45) referto | Pall. Reggiana | PalaRuffini |
| \| \| \| \| \| Mbakwe, Vujačić 16 \| Punti \| 12 J. Wright \| \| Garrett 6 \| Assist \| 5 C. Wright \| \| Mbakwe 11 \| Rimbalzi \| 7 J. Wright \| \| Luca Banchi \| Allenatori \| Massimiliano Menetti \| |                 |                                       |                |             |
| |                 |                                       |                |             |
| Mbakwe, Vujačić 16 | Punti           | 12 J. Wright                          |                |             |
| Garrett 6 | Assist          | 5 C. Wright                           |                |             |
| Mbakwe 11 | Rimbalzi        | 7 J. Wright                           |                |             |
| Luca Banchi | Allenatori      | Massimiliano Menetti                  |                |             |

| Trento 30 dicembre 2017, ore 20:30 13ª giornata | Aquila Trento | 79 – 67 (15-10, 42-25, 68-45) referto | Auxilium Torino | PalaTrento |
| \| \| \| \| \| Gomes 20 \| Punti \| 17 Patterson \| \| Forray 8 \| Assist \| 3 Washington \| \| Sutton 13 \| Rimbalzi \| 8 Iannuzzi, Washington \| \| Maurizio Buscaglia \| Allenatori \| Luca Banchi \| |               |                                       |                 |            |
| |               |                                       |                 |            |
| Gomes 20 | Punti         | 17 Patterson                          |                 |            |
| Forray 8 | Assist        | 3 Washington                          |                 |            |
| Sutton 13 | Rimbalzi      | 8 Iannuzzi, Washington                |                 |            |
| Maurizio Buscaglia | Allenatori    | Luca Banchi                           |                 |            |

| Torino 7 gennaio 2018, ore 17:00 14ª giornata | Auxilium Torino | 95 – 86 (32-16, 56-40, 76-63) referto | Brescia | PalaRuffini |
| \| \| \| \| \| Patterson 22 \| Punti \| 22 Moss \| \| Poeta, Vujačić 7 \| Assist \| 7 Moss \| \| Washington 8 \| Rimbalzi \| 10 Sacchetti \| \| Luca Banchi \| Allenatori \| Andrea Diana \| |                 |                                       |         |             |
| |                 |                                       |         |             |
| Patterson 22 | Punti           | 22 Moss                               |         |             |
| Poeta, Vujačić 7 | Assist          | 7 Moss                                |         |             |
| Washington 8 | Rimbalzi        | 10 Sacchetti                          |         |             |
| Luca Banchi | Allenatori      | Andrea Diana                          |         |             |

| Varese 14 gennaio 2018, ore 18:00 15ª giornata | Pall. Varese | 89 – 92 (22-18; 51-40; 69-65) referto | Auxilium Torino | Palasport Lino Oldrini |
| \| \| \| \| \| Okoye 20 \| Punti \| 30 Patterson \| \| Natali 4 \| Assist \| 5 Patterson \| \| Cain, Okoye 10 \| Rimbalzi \| 6 Okeke \| \| Attilio Caja \| Allenatori \| Luca Banchi \| |              |                                       |                 |                        |
| |              |                                       |                 |                        |
| Okoye 20 | Punti        | 30 Patterson                          |                 |                        |
| Natali 4 | Assist       | 5 Patterson                           |                 |                        |
| Cain, Okoye 10 | Rimbalzi     | 6 Okeke                               |                 |                        |
| Attilio Caja | Allenatori   | Luca Banchi                           |                 |                        |

##### Girone di ritorno
| Torino 21 gennaio 2018, ore 17:00 16ª giornata | Auxilium Torino | 0 – 0 (0-0; 0-0; 0-0) | N.B. Brindisi | PalaRuffini |

| Sassari 28 gennaio 2018, ore 18:15 17ª giornata | Dinamo Sassari | 0 – 0 (0-0; 0-0; 0-0) | Auxilium Torino | Palasport Roberta Serradimigni |

| Torino 4 febbraio 2018, ore 18:15 19ª giornata | Auxilium Torino | 0 – 0 (0-0; 0-0; 0-0) | Scandone Avellino | PalaRuffini |

| Pesaro 11 febbraio 2018 19ª giornata | V.L. Pesaro | 0 – 0 (0-0; 0-0; 0-0) | Auxilium Torino | Adriatic Arena |

| Torino 4 marzo 2018 20ª giornata | Auxilium Torino | 0 – 0 (0-0; 0-0; 0-0) | Orlandina | PalaRuffini |

| Torino 11 marzo 2018 21ª giornata | Auxilium Torino | 0 – 0 (0-0; 0-0; 0-0) | Reyer Venezia | PalaRuffini |

| Cremona 18 marzo 2018 22ª giornata | Vanoli Cremona | 0 – 0 (0-0; 0-0; 0-0) | Auxilium Torino | PalaRadi |

| Desio 25 marzo 2018 23ª giornata | Pall. Cantù | 0 – 0 (0-0; 0-0; 0-0) | Auxilium Torino | PalaDesio |

| Torino 31 marzo 2018 24ª giornata | Auxilium Torino | 0 – 0 (0-0; 0-0; 0-0) | Pistoia Basket | PalaRuffini |

| Assago 8 aprile 2018 25ª giornata | Olimpia Milano | 0 – 0 (0-0; 0-0; 0-0) | Auxilium Torino | Mediolanum Forum |

| Torino 15 aprile 2018 26ª giornata | Auxilium Torino | 0 – 0 (0-0; 0-0; 0-0) | Virtus Bologna | PalaRuffini |

| Reggio Emilia 22 aprile 2018 27ª giornata | Pall. Reggiana | 0 – 0 (0-0; 0-0; 0-0) | Auxilium Torino | PalaBigi |

| Torino 29 aprile 2018 28ª giornata | Auxilium Torino | 0 – 0 (0-0; 0-0; 0-0) | Aquila Trento | PalaRuffini |

| Montichiari 6 maggio 2018 29ª giornata | Brescia | 0 – 0 (0-0; 0-0; 0-0) | Auxilium Torino | PalaGeorge |

| Torino 9 maggio 2018 30ª giornata | Auxilium Torino | 0 – 0 (0-0; 0-0; 0-0) | Pall. Varese | PalaRuffini |

### Coppa Italia
| Firenze 15 febbraio 2018, ore 20:45 Quarti di finale | Reyer Venezia | 60 – 72 (4-21, 29-44, 46-60) referto             | Auxilium Torino | Nelson Mandela Forum |
| \| \| \| \| \| Watt 19 \| Punti \| 17 Garrett \| \| Bramos, De Nicolao, Haynes, Tonut 2 \| Assist \| 2 Blue, Boungou Colo, Poeta, Vujačić, Washington \| \| Watt 11 \| Rimbalzi \| 8 Boungou Colo \| \| Walter De Raffaele \| Allenatori \| Paolo Galbiati \| |               |                                                  |                 |                      |
| |               |                                                  |                 |                      |
| Watt 19 | Punti         | 17 Garrett                                       |                 |                      |
| Bramos, De Nicolao, Haynes, Tonut 2 | Assist        | 2 Blue, Boungou Colo, Poeta, Vujačić, Washington |                 |                      |
| Watt 11 | Rimbalzi      | 8 Boungou Colo                                   |                 |                      |
| Walter De Raffaele | Allenatori    | Paolo Galbiati                                   |                 |                      |

| Arbitri: | Paternicò (Piazza Armerina) Martolini (Roma) Attard (Siracusa) |

|                         |            |                |
| Fontecchio 16           | Punti      | 18 Garrett     |
| Ruzzier, Johnson-Odom 3 | Assist     | 3 Poeta        |
| Sims 7                  | Rimbalzi   | 13 Washington  |
| Romeo Sacchetti         | Allenatori | Paolo Galbiati |

| Arbitri: | Lanzarini (Bologna) Lo Guzzo (Catanzaro) Baldini (Firenze) |

|                |            |              |
| Garrett 16     | Punti      | 22 Landry    |
| Poeta 4        | Assist     | 10 L. Vitali |
| Mazzola 11     | Rimbalzi   | 9 Landry     |
| Paolo Galbiati | Allenatori | Andrea Diana |

### Eurocup

#### Regular season

##### Girone di andata
| Zagabria 11 ottobre 2017, ore 19:45 1ª giornata | Cedevita Junior | 83 – 86 (17-18; 47-39; 61-62) referto | Auxilium Torino | Drazen Petrovic-Zagreb |
| \| \| \| \| \| Nichols 17 \| Punti \| 20 Mbakwe \| \| Ukić, Cherry 4 \| Assist \| 6 Patterson \| \| Musa 5 \| Rimbalzi \| 7 Patterson \| \| Jure Zdovc \| Allenatori \| Luca Banchi \| |                 |                                       |                 |                        |
| |                 |                                       |                 |                        |
| Nichols 17 | Punti           | 20 Mbakwe                             |                 |                        |
| Ukić, Cherry 4 | Assist          | 6 Patterson                           |                 |                        |
| Musa 5 | Rimbalzi        | 7 Patterson                           |                 |                        |
| Jure Zdovc | Allenatori      | Luca Banchi                           |                 |                        |

| Torino 17 ottobre 2017, ore 20:30 2ª giornata | Auxilium Torino | 92 – 86 (20-27; 38-42; 71-60) referto | Andorra | PalaRuffini |
| \| \| \| \| \| Patterson 19 \| Punti \| 22 Blažič \| \| Garrett 3 \| Assist \| 9 Albicy \| \| Mbakwe 11 \| Rimbalzi \| 9 Janković \| \| Luca Banchi \| Allenatori \| Joan Peñarroya \| |                 |                                       |         |             |
| |                 |                                       |         |             |
| Patterson 19 | Punti           | 22 Blažič                             |         |             |
| Garrett 3 | Assist          | 9 Albicy                              |         |             |
| Mbakwe 11 | Rimbalzi        | 9 Janković                            |         |             |
| Luca Banchi | Allenatori      | Joan Peñarroya                        |         |             |

| Parigi 25 ottobre 2017, ore 19:00 3ª giornata | Levallois Metr.s | 73 – 79 (16-18; 34-40; 53-64) referto | Auxilium Torino | Stade Pierre-de-Coubertin |
| \| \| \| \| \| Gavin Ware 15 \| Punti \| 22 Garrett \| \| Campbell 5 \| Assist \| 6 Patterson \| \| Boris Diaw 10 \| Rimbalzi \| 5 Saša Vujačić, Patterson, Washington \| \| Frédéric Fauthoux \| Allenatori \| Luca Banchi \| |                  |                                       |                 |                           |
| |                  |                                       |                 |                           |
| Gavin Ware 15 | Punti            | 22 Garrett                            |                 |                           |
| Campbell 5 | Assist           | 6 Patterson                           |                 |                           |
| Boris Diaw 10 | Rimbalzi         | 5 Saša Vujačić, Patterson, Washington |                 |                           |
| Frédéric Fauthoux | Allenatori       | Luca Banchi                           |                 |                           |

| Torino 1 novembre 2017, ore 20:30 4ª giornata | Auxilium Torino | 60 – 89 (15-31; 42-48; 46-63) referto | Darüşşafaka | PalaRuffini |
| \| \| \| \| \| Garrett 14 \| Punti \| 23 Johnson \| \| Poeta 4 \| Assist \| 6 Wilbekin \| \| Mbakwe, Iannuzzi 6 \| Rimbalzi \| 9 Sant-Roos \| \| Luca Banchi \| Allenatori \| David Blatt \| |                 |                                       |             |             |
| |                 |                                       |             |             |
| Garrett 14 | Punti           | 23 Johnson                            |             |             |
| Poeta 4 | Assist          | 6 Wilbekin                            |             |             |
| Mbakwe, Iannuzzi 6 | Rimbalzi        | 9 Sant-Roos                           |             |             |
| Luca Banchi | Allenatori      | David Blatt                           |             |             |

| Kazan' 8 novembre 2017, ore 16:45 5ª giornata | UNICS Kazan' | 101 – 93 (28-24; 59-45; 86-69) referto | Auxilium Torino | Basket-Hall Arena |
| \| \| \| \| \| \| Punti \| 23 Patterson \| \| Colom 10 \| Assist \| 8 Garrett \| \| Lasme 11 \| Rimbalzi \| 8 Mbakwe, Washington \| \| Dīmītrīs Priftīs \| Allenatori \| Luca Banchi \| |              |                                        |                 |                   |
| |              |                                        |                 |                   |
| | Punti        | 23 Patterson                           |                 |                   |
| Colom 10 | Assist       | 8 Garrett                              |                 |                   |
| Lasme 11 | Rimbalzi     | 8 Mbakwe, Washington                   |                 |                   |
| Dīmītrīs Priftīs | Allenatori   | Luca Banchi                            |                 |                   |

##### Girone di ritorno
| Torino 15 novembre 2017, ore 20:30 6ª giornata | Auxilium Torino | 65 – 87 (12-30; 31-53; 45-73) referto | Cedevita Junior | PalaRuffini |
| \| \| \| \| \| Poeta, Patterson 14 \| Punti \| 22 Murphy \| \| Poeta, Garrett 2 \| Assist \| 5 Ukić \| \| Mbakwe 5 \| Rimbalzi \| 5 Stipanović \| \| Luca Banchi \| Allenatori \| Jure Zdovc \| |                 |                                       |                 |             |
| |                 |                                       |                 |             |
| Poeta, Patterson 14 | Punti           | 22 Murphy                             |                 |             |
| Poeta, Garrett 2 | Assist          | 5 Ukić                                |                 |             |
| Mbakwe 5 | Rimbalzi        | 5 Stipanović                          |                 |             |
| Luca Banchi | Allenatori      | Jure Zdovc                            |                 |             |

| Andorra La Vella 6 dicembre 2017, ore 20:00 7ª giornata | Andorra    | 83 – 77 (15-14; 42-31; 62-59) referto | Auxilium Torino | Poliesportiu d'Andorra |
| \| \| \| \| \| Fernández 19 \| Punti \| 17 Garrett \| \| Albicy 5 \| Assist \| 5 Garrett \| \| Albicy, Karnowski 8 \| Rimbalzi \| 5 Washington \| \| Joan Peñarroya \| Allenatori \| Luca Banchi \| |            |                                       |                 |                        |
| |            |                                       |                 |                        |
| Fernández 19 | Punti      | 17 Garrett                            |                 |                        |
| Albicy 5 | Assist     | 5 Garrett                             |                 |                        |
| Albicy, Karnowski 8 | Rimbalzi   | 5 Washington                          |                 |                        |
| Joan Peñarroya | Allenatori | Luca Banchi                           |                 |                        |

| Torino 13 dicembre 2017, ore 20:30 8ª giornata | Auxilium Torino | 92 – 86 (31-14; 51-38; 72-61) referto | Levallois Metr.s | PalaRuffini |
| \| \| \| \| \| Vujačić 17 \| Punti \| 23 Diaw \| \| Vujačić 5 \| Assist \| 4 Diaw \| \| Vujačić, Okeke 6 \| Rimbalzi \| 8 Diaw \| \| Luca Banchi \| Allenatori \| Frédéric Fauthoux \| |                 |                                       |                  |             |
| |                 |                                       |                  |             |
| Vujačić 17 | Punti           | 23 Diaw                               |                  |             |
| Vujačić 5 | Assist          | 4 Diaw                                |                  |             |
| Vujačić, Okeke 6 | Rimbalzi        | 8 Diaw                                |                  |             |
| Luca Banchi | Allenatori      | Frédéric Fauthoux                     |                  |             |

| Istanbul 20 dicembre 2017, ore 18:15 9ª giornata | Darüşşafaka | 75 – 77 (16-20; 36-39; 54-58) referto | Auxilium Torino | Ayhan Şahenk Arena |
| \| \| \| \| \| Cummings 22 \| Punti \| 22 Garrett \| \| Sant-Roos 4 \| Assist \| 11 Garrett \| \| Johnson 10 \| Rimbalzi \| Vujačić, Patterson 6 \| \| David Blatt \| Allenatori \| Luca Banchi \| |             |                                       |                 |                    |
| |             |                                       |                 |                    |
| Cummings 22 | Punti       | 22 Garrett                            |                 |                    |
| Sant-Roos 4 | Assist      | 11 Garrett                            |                 |                    |
| Johnson 10 | Rimbalzi    | Vujačić, Patterson 6                  |                 |                    |
| David Blatt | Allenatori  | Luca Banchi                           |                 |                    |

| Torino 26 dicembre 2017, ore 18:00 10ª giornata | Auxilium Torino | 72 – 79 (16-16; 32-39; 50-61) referto | UNICS Kazan' | PalaRuffini |
| \| \| \| \| \| Washington 17 \| Punti \| 17 Ejim \| \| Garrett 5 \| Assist \| 6 Smith \| \| Mbakwe 7 \| Rimbalzi \| 8 Ejim \| \| Luca Banchi \| Allenatori \| Dīmītrīs Priftīs \| |                 |                                       |              |             |
| |                 |                                       |              |             |
| Washington 17 | Punti           | 17 Ejim                               |              |             |
| Garrett 5 | Assist          | 6 Smith                               |              |             |
| Mbakwe 7 | Rimbalzi        | 8 Ejim                                |              |             |
| Luca Banchi | Allenatori      | Dīmītrīs Priftīs                      |              |             |

#### Top 16

##### Girone di andata
| Torino 2 gennaio 2018, ore 19:00 1ª giornata | Auxilium Torino | 90 – 76 (25-17; 46-32; 69-57) referto | Bayern Monaco | PalaRuffini |
| \| \| \| \| \| Garrett 21 \| Punti \| 17 Booker \| \| Garrett 8 \| Assist \| 6 Redding \| \| Patterson 7 \| Rimbalzi \| 11 Redding \| \| Luca Banchi \| Allenatori \| Aleksandar Đorđević \| |                 |                                       |               |             |
| |                 |                                       |               |             |
| Garrett 21 | Punti           | 17 Booker                             |               |             |
| Garrett 8 | Assist          | 6 Redding                             |               |             |
| Patterson 7 | Rimbalzi        | 11 Redding                            |               |             |
| Luca Banchi | Allenatori      | Aleksandar Đorđević                   |               |             |

| San Pietroburgo 10 gennaio 2018, ore 18:30 2ª giornata | Zenit S. Pietroburgo | 95 – 84 (24-27; 46-58; 73-68) referto | Auxilium Torino | Sibur Arena |
| \| \| \| \| \| Kuric 28 \| Punti \| 19 Patterson \| \| Reynolds 7 \| Assist \| 7 Patterson \| \| Harper 7 \| Rimbalzi \| 8 Iannuzzi, Patterson \| \| Vasilij Karasëv \| Allenatori \| Luca Banchi \| |                      |                                       |                 |             |
| |                      |                                       |                 |             |
| Kuric 28 | Punti                | 19 Patterson                          |                 |             |
| Reynolds 7 | Assist               | 7 Patterson                           |                 |             |
| Harper 7 | Rimbalzi             | 8 Iannuzzi, Patterson                 |                 |             |
| Vasilij Karasëv | Allenatori           | Luca Banchi                           |                 |             |

| Torino 17 gennaio 2018, ore 20:30 3ª giornata | Auxilium Torino | 83 – 77 (18-14, 48-30, 65-59) referto | Lietuvos rytas | PalaRuffini |
| \| \| \| \| \| Vujačić 21 \| Punti \| 20 Giedraitis \| \| Garrett 6 \| Assist \| 8 Kramer \| \| Patterson 10 \| Rimbalzi \| 9 Maurokefalidīs \| \| Carlo Recalcati \| Allenatori \| Rimas Kurtinaitis \| |                 |                                       |                |             |
| |                 |                                       |                |             |
| Vujačić 21 | Punti           | 20 Giedraitis                         |                |             |
| Garrett 6 | Assist          | 8 Kramer                              |                |             |
| Patterson 10 | Rimbalzi        | 9 Maurokefalidīs                      |                |             |
| Carlo Recalcati | Allenatori      | Rimas Kurtinaitis                     |                |             |

##### Girone di ritorno
| Vilnius 24 gennaio 2018, ore 18:00 4ª giornata | Lietuvos rytas | 0 – 0 (0-0; 0-0; 0-0) | Auxilium Torino | Siemens Arena |

| Monaco di Baviera 31 gennaio 2018, ore 20:00 5ª giornata | Bayern Monaco | 0 – 0 (0-0; 0-0; 0-0) | Auxilium Torino | Audi Dome |

| Torino 7 febbraio 2018, ore 20:00 6ª giornata | Auxilium Torino | 0 – 0 (0-0; 0-0; 0-0) | Zenit S. Pietroburgo | PalaRuffini |

## Statistiche
Aggiornate al 27 dicembre 2017.

### Andamento in campionato
| Giornata  | 1 | 2 | 3 | 4 | 5 | 6 | 7 | 8 | 9 | 10 | 11 | 12 | 13 | 14 | 15 | 16 | 17 | 18 | 19 | 20 | 21 | 22 | 23 | 24 | 25 | 26 | 27 | 28 | 29 | 30 |
| --------- | - | - | - | - | - | - | - | - | - | -- | -- | -- | -- | -- | -- | -- | -- | -- | -- | -- | -- | -- | -- | -- | -- | -- | -- | -- | -- | -- |
| Luogo     | T | C | T | C | T | T | C | C | T | C  | T  | C  | T  | C  | T  | C  | T  | C  | T  | C  | C  | T  | T  | C  | T  | C  | T  | C  | T  | C  |
| Risultato | V | V | P | V | V | V | V | P | P | V  | P  | V  | P  | V  | V  |    |    |    |    |    |    |    |    |    |    |    |    |    |    |    |
| Posizione | 5 | 5 | 7 | 5 | 5 | 2 | 2 | 5 | 5 | 3  | 4  | 4  | 5  | 5  | 5  |    |    |    |    |    |    |    |    |    |    |    |    |    |    |    |

Legenda:

Luogo: C = Casa; T = Trasferta. Risultato: V = Vittoria; N = Pareggio; P = Sconfitta.

### Statistiche di squadra
| Competizione   | Punti | In casa | In casa | In casa | In casa | In casa | In trasferta | In trasferta | In trasferta | In trasferta | In trasferta | Totale | Totale | Totale | Totale | Totale | Totale |
| Competizione   | Punti | G       | V       | P       | Ptf     | Pts     | G            | V            | P            | Ptf          | Pts          | G      | V      | P      | Ptf    | Pts    | Diff.  |
| -------------- | ----- | ------- | ------- | ------- | ------- | ------- | ------------ | ------------ | ------------ | ------------ | ------------ | ------ | ------ | ------ | ------ | ------ | ------ |
| Serie A        | 20    | 7       | 6       | 1       | 615     | 554     | 8            | 4            | 4            | 604          | 632          | 15     | 10     | 5      | 1219   | 1186   | +33    |
| Eurocup        | 10    | 5       | 2       | 3       | 381     | 427     | 5            | 3            | 2            | 412          | 415          | 10     | 5      | 5      | 793    | 842    | -49    |
| Eurocup Top 16 | 4     | 2       | 2       | 0       | 173     | 153     | 1            | 0            | 1            | 84           | 95           | 3      | 2      | 1      | 257    | 248    | +9     |
| Coppa Italia   | -     | -       | -       | -       | -       | -       | 3            | 3            | 0            | 233          | 214          | 3      | 3      | 0      | 233    | 214    | +19    |
| Totale         | -     | 14      | 10      | 4       | 1169    | 1134    | 14           | 7            | 7            | 1100         | 1142         | 28     | 17     | 11     | 2269   | 2276   | -7     |

### Statistiche dei giocatori

#### In campionato
| Nome             | G | Pun | Min | Falli | Falli | Tiri da 2 | Tiri da 2 | Tiri da 2 | Tiri da 3 | Tiri da 3 | Tiri da 3 | Tiri Liberi | Tiri Liberi | Tiri Liberi | Rimbalzi | Rimbalzi | Rimbalzi | Stop | Stop | Palle | Palle | Ass | Val | OER | +/- |
| Nome             | G | Pun | Min | C     | S     | R         | T         | %         | R         | T         | %         | R           | T           | %           | O        | D        | T        | D    | S    | P     | R     | Ass | Val | OER | +/- |
| ---------------- | - | --- | --- | ----- | ----- | --------- | --------- | --------- | --------- | --------- | --------- | ----------- | ----------- | ----------- | -------- | -------- | -------- | ---- | ---- | ----- | ----- | --- | --- | --- | --- |
| Diante Garrett   | 0 | 0   | 0   | 0     | 0     | 0         | 0         | 0         | 0         | 0         | 0         | 0           | 0           | 0           | 0        | 0        | 0        | 0    | 0    | 0     | 0     | 0   | 0   | 0   | -0  |
| Antonio Iannuzzi | 0 | 0   | 0   | 0     | 0     | 0         | 0         | 0         | 0         | 0         | 0         | 0           | 0           | 0           | 0        | 0        | 0        | 0    | 0    | 0     | 0     | 0   | 0   | 0   | -0  |
| Andre Jones      | 0 | 0   | 0   | 0     | 0     | 0         | 0         | 0         | 0         | 0         | 0         | 0           | 0           | 0           | 0        | 0        | 0        | 0    | 0    | 0     | 0     | 0   | 0   | 0   | -0  |
| Valerio Mazzola  | 0 | 0   | 0   | 0     | 0     | 0         | 0         | 0         | 0         | 0         | 0         | 0           | 0           | 0           | 0        | 0        | 0        | 0    | 0    | 0     | 0     | 0   | 0   | 0   | -0  |
| Trevor Mbakwe    | 0 | 0   | 0   | 0     | 0     | 0         | 0         | 0         | 0         | 0         | 0         | 0           | 0           | 0           | 0        | 0        | 0        | 0    | 0    | 0     | 0     | 0   | 0   | 0   | -0  |
| David Okeke      | 0 | 0   | 0   | 0     | 0     | 0         | 0         | 0         | 0         | 0         | 0         | 0           | 0           | 0           | 0        | 0        | 0        | 0    | 0    | 0     | 0     | 0   | 0   | 0   | -0  |
| Davide Parente   | 0 | 0   | 0   | 0     | 0     | 0         | 0         | 0         | 0         | 0         | 0         | 0           | 0           | 0           | 0        | 0        | 0        | 0    | 0    | 0     | 0     | 0   | 0   | 0   | -0  |
| Lamar Patterson  | 0 | 0   | 0   | 0     | 0     | 0         | 0         | 0         | 0         | 0         | 0         | 0           | 0           | 0           | 0        | 0        | 0        | 0    | 0    | 0     | 0     | 0   | 0   | 0   | -0  |
| Giuseppe Poeta   | 0 | 0   | 0   | 0     | 0     | 0         | 0         | 0         | 0         | 0         | 0         | 0           | 0           | 0           | 0        | 0        | 0        | 0    | 0    | 0     | 0     | 0   | 0   | 0   | -0  |
| Durand Scott     | 0 | 0   | 0   | 0     | 0     | 0         | 0         | 0         | 0         | 0         | 0         | 0           | 0           | 0           | 0        | 0        | 0        | 0    | 0    | 0     | 0     | 0   | 0   | 0   | -0  |
| Quinton Stephens | 0 | 0   | 0   | 0     | 0     | 0         | 0         | 0         | 0         | 0         | 0         | 0           | 0           | 0           | 0        | 0        | 0        | 0    | 0    | 0     | 0     | 0   | 0   | 0   | -0  |
| Deron Washington | 0 | 0   | 0   | 0     | 0     | 0         | 0         | 0         | 0         | 0         | 0         | 0           | 0           | 0           | 0        | 0        | 0        | 0    | 0    | 0     | 0     | 0   | 0   | 0   | -0  |

#### In Coppa Italia
| Nome             | G | Pun | Min | Falli | Falli | Tiri da 2 | Tiri da 2 | Tiri da 2 | Tiri da 3 | Tiri da 3 | Tiri da 3 | Tiri Liberi | Tiri Liberi | Tiri Liberi | Rimbalzi | Rimbalzi | Rimbalzi | Stop | Stop | Palle | Palle | Ass | Val | OER | +/- |
| Nome             | G | Pun | Min | C     | S     | R         | T         | %         | R         | T         | %         | R           | T           | %           | O        | D        | T        | D    | S    | P     | R     | Ass | Val | OER | +/- |
| ---------------- | - | --- | --- | ----- | ----- | --------- | --------- | --------- | --------- | --------- | --------- | ----------- | ----------- | ----------- | -------- | -------- | -------- | ---- | ---- | ----- | ----- | --- | --- | --- | --- |
| Vander Blue      | 0 | 0   | 0   | 0     | 0     | 0         | 0         | 0         | 0         | 0         | 0         | 0           | 0           | 0           | 0        | 0        | 0        | 0    | 0    | 0     | 0     | 0   | 0   | 0   | -0  |
| Diante Garrett   | 0 | 0   | 0   | 0     | 0     | 0         | 0         | 0         | 0         | 0         | 0         | 0           | 0           | 0           | 0        | 0        | 0        | 0    | 0    | 0     | 0     | 0   | 0   | 0   | -0  |
| Andre Jones      | 0 | 0   | 0   | 0     | 0     | 0         | 0         | 0         | 0         | 0         | 0         | 0           | 0           | 0           | 0        | 0        | 0        | 0    | 0    | 0     | 0     | 0   | 0   | 0   | -0  |
| Valerio Mazzola  | 0 | 0   | 0   | 0     | 0     | 0         | 0         | 0         | 0         | 0         | 0         | 0           | 0           | 0           | 0        | 0        | 0        | 0    | 0    | 0     | 0     | 0   | 0   | 0   | -0  |
| Trevor Mbakwe    | 0 | 0   | 0   | 0     | 0     | 0         | 0         | 0         | 0         | 0         | 0         | 0           | 0           | 0           | 0        | 0        | 0        | 0    | 0    | 0     | 0     | 0   | 0   | 0   | -0  |
| David Okeke      | 0 | 0   | 0   | 0     | 0     | 0         | 0         | 0         | 0         | 0         | 0         | 0           | 0           | 0           | 0        | 0        | 0        | 0    | 0    | 0     | 0     | 0   | 0   | 0   | -0  |
| Davide Parente   | 0 | 0   | 0   | 0     | 0     | 0         | 0         | 0         | 0         | 0         | 0         | 0           | 0           | 0           | 0        | 0        | 0        | 0    | 0    | 0     | 0     | 0   | 0   | 0   | -0  |
| Lamar Patterson  | 0 | 0   | 0   | 0     | 0     | 0         | 0         | 0         | 0         | 0         | 0         | 0           | 0           | 0           | 0        | 0        | 0        | 0    | 0    | 0     | 0     | 0   | 0   | 0   | -0  |
| Giuseppe Poeta   | 0 | 0   | 0   | 0     | 0     | 0         | 0         | 0         | 0         | 0         | 0         | 0           | 0           | 0           | 0        | 0        | 0        | 0    | 0    | 0     | 0     | 0   | 0   | 0   | -0  |
| Durand Scott     | 0 | 0   | 0   | 0     | 0     | 0         | 0         | 0         | 0         | 0         | 0         | 0           | 0           | 0           | 0        | 0        | 0        | 0    | 0    | 0     | 0     | 0   | 0   | 0   | -0  |
| Quinton Stephens | 0 | 0   | 0   | 0     | 0     | 0         | 0         | 0         | 0         | 0         | 0         | 0           | 0           | 0           | 0        | 0        | 0        | 0    | 0    | 0     | 0     | 0   | 0   | 0   | -0  |
| Deron Washington | 0 | 0   | 0   | 0     | 0     | 0         | 0         | 0         | 0         | 0         | 0         | 0           | 0           | 0           | 0        | 0        | 0        | 0    | 0    | 0     | 0     | 0   | 0   | 0   | -0  |

## Giovanili

### Organigramma
Area sportiva
- Responsabile tecnico del settore giovanile: Francesco Raho

Basket Academy
- Direttore organizzativo: Vito Matera
- Responsabile tecnico: Francesco Raho
- Project coach: Valerio Lonoce

Area tecnica
'Under 20'
- Allenatore: Michele Siragusa
- Assistente: Francesco Italia

'Under 18'
- Allenatore: Francesco Raho
- Assistenti: Claudio Lastella, Alessio Landra.

'Under 16'
- Allenatore: Francesco Raho
- Assistenti: Mario Toso, Nadia Pizzimenti

'Under 15'
- Allenatore: Francesco Raho
- Assistenti: Mario Toso, Nadia Pizzimenti

### Piazzamenti
- Under 20 Eccellenza:
  - Campionato DNG: 9º posto Girone A prima fase regionale.
- Under 18 Eccellenza:
  - Campionato: 6º posto girone prima fase regionale.
- Under 16 Eccellenza:
  - Campionato: 13º posto girone prima fase regionale.
- Under 15 Eccellenza:
  - Campionato: